# تشبع فائق

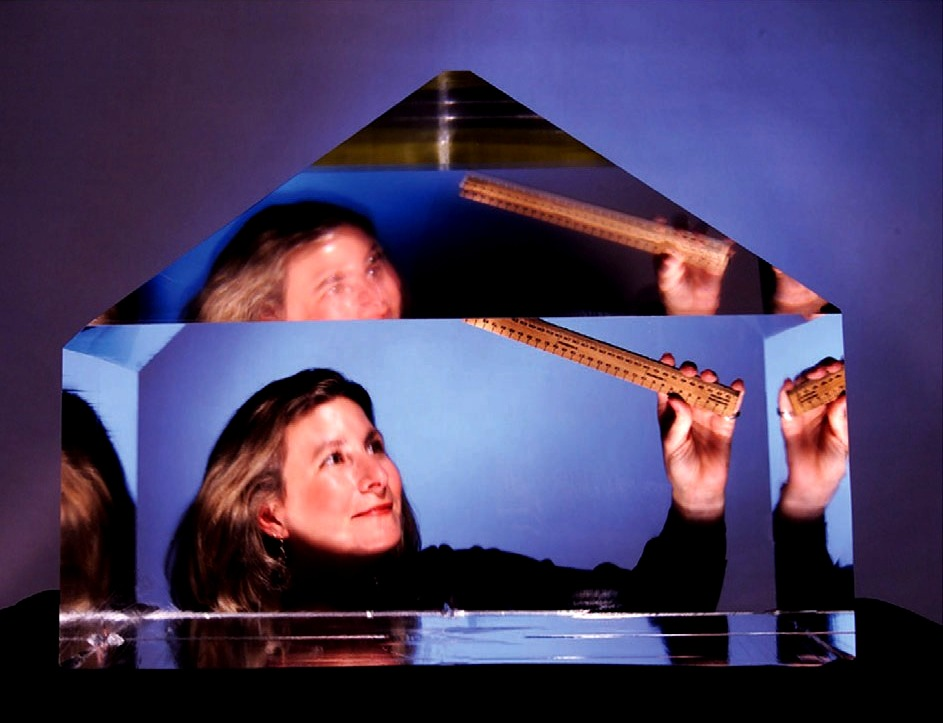
مادة الكريستال نقية جدا وهائلة انتجت من محلول في حد شبه مستقر بين محلول غير مشبع وفائق التشبع. وهنا بلورة من أحادي فوسفات البوتاسيوم أنتجت لخلق مضاعفة التردد البصري في ليزر منشأة الإشعال الوطنية.

مصطلح فوق التشبع أو فائق التشبع يشير إلى محلول يحتوي على المواد الذائبة أكثر مما يمكن حله عن طريق مذيب في كمية الذوبان. يمكن أن تشير أيضا إلى بخار مركب لديها ضغط جزئي أعلى من ضغط بخار هذا المركب.

## تكاثف
تتمكن بذور الأجسام الصغيرة من فصل مواد محلولة من المذيبات أو تكثيف البخار. ويطلق على البذور المسببة في تحويل البخار اسم بذرة سحاب، كما في حالة بخار الماء. ويمكن لتلك البذور في الحالة الصلبة أن تؤدي إلى تشكيل حبيبة بلورية أو ربما بلورة كبيرة. ففرط التشبع هو قياس انحراف بلورة الأملاح الذائبة عن حالة توازنها.

## الإعداد
يعد محلول فائق التشبع أو ينتج عند تغيير في بعض شروط محلول متشبع، على سبيل المثال: عند زيادة درجة الحرارة وانخفاض حجم السائل المتشبع (عن طريق التبخر)، أو زيادة الضغط.

## أمثلة
المياه الغازية هي محلول فائق التشبع لغاز ثاني أكسيد الكربون في الماء. ففي ضغط القنينة المرتفع يذوب ثاني أكسيد الكربون في الماء أكثر مما هو عليه عند الضغط الجوي العادي. والسبب هو أن غاز ثاني أكسيد الكربون يفلت ببطء شديد من السائل فائق التشبع عند الضغط الجوي. ويمكن تسريع هذه العملية بإيجاد مواقع التنوي داخل المحلول، مثل فقاعات صغيرة ناجمة عن هز زجاجة، أو مذاب آخر مثل مسحوق السكر أو البيرة. فأفضل مثال قوي هو الدايت كولا وثوران مينتوس. بعض المشروبات الغازية تعتمد على هذا التأثير لإنتاج رغوة على سطح المنتج السائل.
تكون أنسجة ملابس الغواصين مشبعة بغاز التنفس أثناء الغوص. فرط التشبع هو مصطلح نظري يصف حالة توتر لغاز مذاب أكبر من الضغط الجزئي المتسبب عند صعود الغواص، خلافا لقانون هنري. فإذا صعد الغواص بسرعة كبيرة فإن تلك الغازات تشكل فقاعات، مما يؤدى إلى مرض تخفيف الضغط. وكانت جون هالدين هو من جعل لهذا المصطلح شعبية.
عندما يكون الهواء فائق التشبع، فإن قطرات الماء تترسب عند اضطرابها. ويمكن ملاحظة ذلك في غرفة الغيوم. وبمعنى أشمل فإنه يتكون الترسيب.
ويستخدم محلول فائق التشبع للسكر والماء لإنتاج ما يسمى سكر نبات.